# All You Need Is Kill
All You Need Is Kill ist eine japanische Light Novel im Military-Science-Fiction-Genre von Hiroshi Sakurazaka aus dem Jahr 2004. Illustriert wurde sie von Yoshitoshi ABe.

## Handlung
Die Geschichte wird aus der Sicht von Keiji Kiriya erzählt, einem Rekruten der luftbeweglichen Infanterie in künstlichen Exoskeletten der  United Defense Force, welche gegen die mysteriöse, außerirdische Rasse der Mimics kämpft, welche die Erde belagert. Keiji wird bei seinem ersten Kampfeinsatz getötet, aber durch ein unerklärliches Phänomen wacht er einen Tag vor der Schlacht auf. Dieses Phänomen hält weiter an und er begreift, dass er in einer Zeitschleife gefangen ist, in der er immer wieder stirbt und wiederaufersteht. Verzweifelt versucht Keiji sein Schicksal zu ändern, indem er seine Kampffertigkeiten mit jeder Zeitschleife verbessert.

## Charaktere
- Keiji Kiriya (キリヤ・ケイジ, Kiriya Keiji) ist ein unerfahrener Rekrut in der United Defense Force. Er findet sich in einer Zeitschleife wieder, seitdem er auf dem Schlachtfeld getötet wurde und dies seitdem wieder und wieder durchlebt. Durch diese Wiederholungen sammelt er an Erfahrung im Training und im Kampf, um letztlich ein guter Soldat zu werden.
- Rita Vrataski (リタ・ヴラタスキ, Rita Vuratasuki) ist eine Angehörige der US Special Forces. Hochdekoriert und beispiellos im Kampf. Sie wird in der gesamten Welt als Heldin verehrt. In der Realität aber war sie genauso wie Keiji in einer Zeitschleife gefangen und konnte dadurch solche Kampf-Fähigkeiten entwickeln.
- Shasta Raylle (シャスタ・レイル, Shasuta Reiru) ist Ritas Mechanikerin, eine bebrillte Frau, die Gashapon (japanische Automatenspielzeuge) sammelt.
- Ferrell Bartolome (バルトロメ・フェレウ, Barutorome Fereu) ist Keijis Zugführer. Er ist ein übermäßig fitnesstreibender Mann, der sich um seine Untergebenen kümmert.

## Veröffentlichung
Das Buch wurde in Japan am 18. Dezember 2004 (ISBN 4-08-630219-5) bei Shūeishas Light-Novel-Imprint Super Dash Bunko veröffentlicht. Das Buch wurde 2005 für den japanischen Seiun-Preis nominiert, musste sich aber Yūichi Sasamotos Ariel geschlagen geben.
Eine englische Übersetzung erschien am 21. Juli 2009 (ISBN 978-1-421-52761-1) bei Viz Medias Imprint Haikasoru, sowie als Edge of Tomorrow am 29. April 2014 (ISBN 978-1-421-56087-8).
Bei Tokyopop erschien am 16. Juni 2014 (ISBN 978-3-8420-1057-4) eine deutsche Fassung.

## Adaptionen

### Verfilmung
All You Need Is Kill wurde von Regisseur Doug Liman leicht abgewandelt unter dem Namen Edge of Tomorrow verfilmt. Die Hauptrollen übernahmen Tom Cruise und Emily Blunt. Der Film kam Ende Mai 2014 in die Kinos.

### Manga
Eine Manga-Adaptation von All You Need Is Kill erschien vom 9. Januar (Ausgabe 5–6/2014) bis 29. Mai 2014 (Ausgabe 26/2014) in Shūeishas Magazin Young Jump. Basierend auf Sakurazakas Vorlage entwarf Ryūsuke Takeuchi das Skript für den Manga, während die Zeichnungen von Takeshi Obata stammen. Die Kapitel wurden auch in zwei Sammelbänden (Tankōbon) zusammengefasst.
Tokyopop veröffentlichte den ersten Band auf Deutsch am 16. Juni 2014 (ISBN 978-3-8420-1055-0), während der zweite Band am 13. Oktober 2014 (ISBN 978-3-8420-1056-7) folgte.

### Graphic Novel
Bei Haikasoru erschien zudem eine Adaption als Graphic Novel, wobei hier das Skript von Nick Mamatas stammt und die Zeichnungen von Lee Ferguson. Der Band wurde am 6. Mai 2014 (ISBN 978-1-421-56081-6) veröffentlicht.